# Paloma Palao
Paloma Palao Herrero (Madrid, 24 de agosto de 1944 - Ibiza, 1986) fue una poetisa española.

## Biografía
Nacida en Madrid en 1944, terminó la licenciatura de Derecho en 1968 y empezó a ejercer en 1970. Asimismo fue profesora de lengua castellana en el Instituto de Cultura Hispánica. Colaboró activamente con sus textos literarios en revistas como La Estafeta Literaria y la revista Litoral.  Participó en el recital homenaje a los niños del mundo, organizado por UNICEF en 1975. Falleció en Ibiza en 1986 debido a un accidente automovilístico.

## Trayectoria literaria
Comenzó sus pasos en la escritura a la edad de catorce años. Cuatro poemas suyos fueron publicados en Poesía Española en octubre de 1965. Permaneció un periodo de cuatro años sin escribir, hasta que en 1970 publicó su primer libro, La Piel del Miedo, que presentó en el Premio Adonáis, quedando en cuarta posición. Ese mismo año escribió dos poemas, A fondo Perdido y Al Margen del Silencio. Presentó su poema Raíces Cuadradas al premio de poesía Provincia de León.

## Obras
Los títulos que conforman su trayectoria son los siguientes:
- La Piel del Miedo, 1970. Segundo puesto en el Premio Adonáis en 1970.[3]
- El gato junto al agua 1971, editorial Rialp. Gana el accésit del Premio Adonáis en el año 1970.
- Resurrección de la memoria 1978. Finalista en el premio Boscán.[4]
- Contemplación del destierro 1982, editorial Ayuso.
- Retablo profano 1985, editorial Papeles de Invierno.
- Hortus conclusus 1986.
- Música o nieve 1986.
- Hiel 2019.

Colabora además en la Tercera Antología de Adonáis (1971), Del Corazón de mi Pueblo (Homenaje a Rafael Alberti, 1979) y en Corona Poética en honor de Vicente Aleixandre (1979).